# Bdelyrus grandis
Bdelyrus grandis là một loài bọ cánh cứng trong họ Bọ hung (Scarabaeidae).